# Board track racing
Board track racing és la denominació anglesa de la modalitat de curses de motocicletes o automòbils sobre pista de taulons (en anglès, Board track), molt popular als EUA durant les dècades de 1910 i 1920. Les competicions es desenvolupaven en pistes ovals o circulars amb superfícies compostes de taulons de fusta. Inicialment, aquests tipus de pistes varen ser emprats en curses de motocicletes i es coneixien com a motordromes i, més endavant, es varen adaptar per a l'ús en curses de diversos tipus de cotxes de carreres. Durant els anys 20, la majoria de les curses del campionat nord-americà es disputaven en aquesta mena de circuits.
Les pistes de taulons varen proliferar en part perquè eren barates de construir, però no duraven gaire i requerien un gran esforç de manteniment per a conservar-les en bones condicions d'ús. Moltes d'aquestes pistes no varen aguantar ni tres anys abans de ser abandonades.
Amb l'inici de la Gran Depressió a començaments de la dècada de 1930, les pistes de taulons varen desaparèixer ràpidament. Malgrat tot, alguns dels seus aspectes més notables han continuat influint en l'esport del motor americà fins a l'actualitat, especialment l'èmfasi en la velocitat pura produïda per grans revolts peraltats, la gran amplada dels circuits per tal de permetre un avançament constant entre els competidors i el desenvolupament d'extenses tribunes o graderies de seients com els dels estadis esportius que envolten molts dels actuals circuits.

## Història

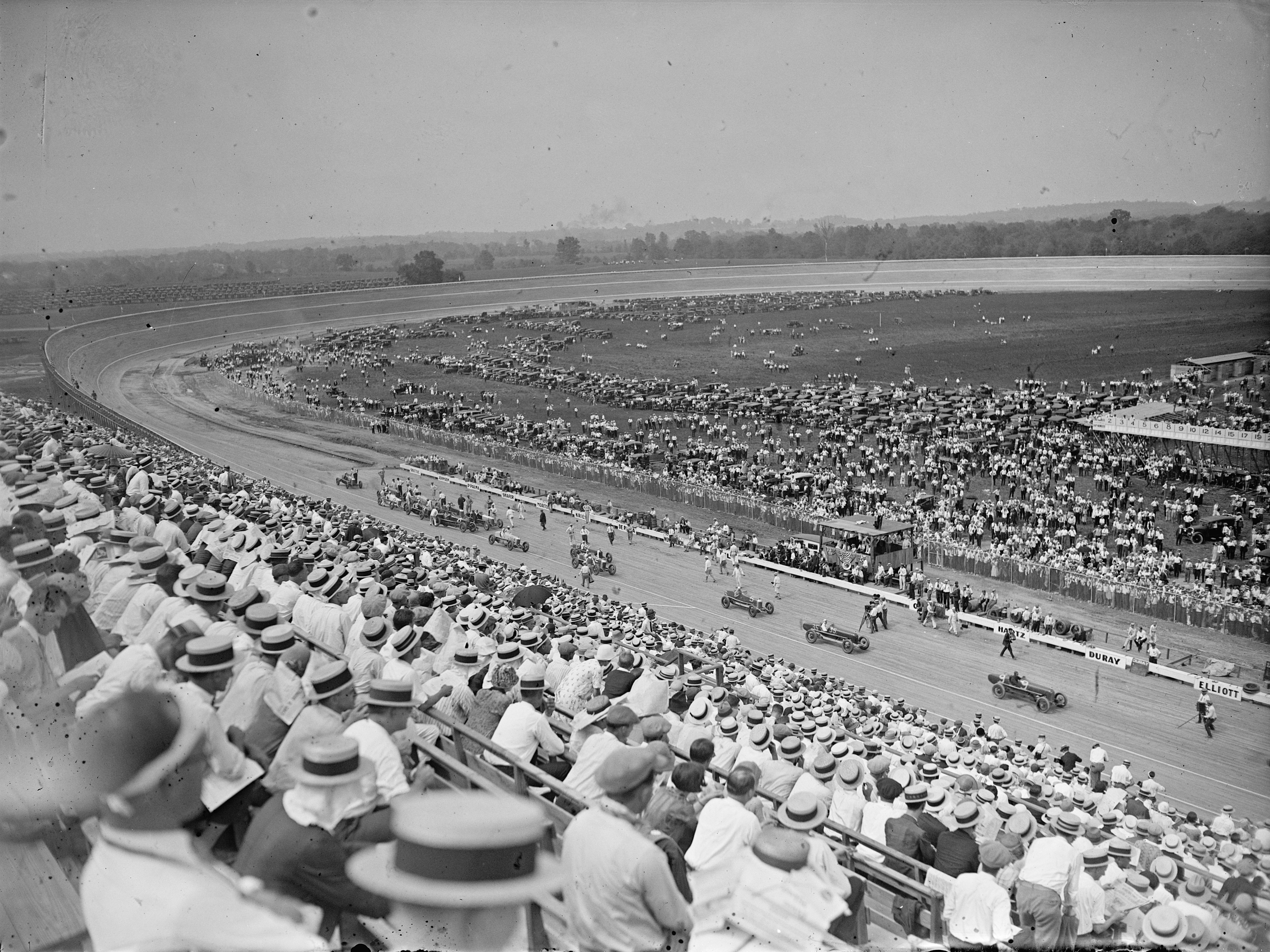
Instants previs a la sortida d'una cursa al Baltimore-Washington Speedway, el 1925

La primera pista de taulons per a curses de motor fou el Los Angeles Motordrome, circular, construït el 1910 a la zona que més endavant esdevingué el districte de Playa del Rey de la ciutat. Basat en la mateixa tecnologia que els velòdroms europeus utilitzats per a les curses de bicicletes, aquesta pista i altres de semblants es varen construir amb taulons de 51 x 100 mm, sovint amb revolts inclinats fins a 45 graus. En alguns casos, com la pista de Culver City, els peralts eren de 50 graus o més. Més endavant, cap al 1915, es varen construir pistes més llargues -algunes de fins a 2 milles (3,2 quilòmetres) de llarg- les quals permetien sovint velocitats per volta superiors a 100 milles per hora (161 km/h).
L'interès pels esports del motor va esclatar durant aquest període i cap al 1929 s'havien construït almenys 24 pistes de taulons pertot els EUA, tot i que cap al 1931, 20 de les 24 havien estat tancades o abandonades i, d'ençà de 1932, ja no es disputà cap cursa de nivell en aquesta mena de circuits.
Les pistes eren relativament barates de construir en comparació amb les instal·lacions permanents -el cost total del Tacoma Speedway, de 2 milles (3,2 km), fou de només 100.000 dòlars el 1915, poca cosa comparat amb els 700.000 esmerçats el 1909 per a pavimentar les 2,5 milles (4 km) de l'Indianapolis Motor Speedway.
Les competicions en aquestes pistes atreien sovint multituds d'espectadors de pagament. El 1915, 80.000 persones assistiren a la de Chicago, només tres setmanes més tard que només 60.000 haguessin acudit a l'Indianapolis 500. La ciutat de Tacoma, relativament petita i aïllada (amb una població de 83.000 persones el 1910), va rebre 35.000 visitants per a presenciar un esdeveniment el 1914. Per atraure competidors i aficionats, els promotors de la cursa van oferir el que llavors es consideraven quantitats extraordinàries de diners en premis -una suma total de 25.000 dòlars no era inusual a l'època de la Primera Guerra Mundial.
Acabada la Primera Guerra Mundial, l'Automobile Association of America's Contest Board (AAA) va reprendre les activitats i va reorganitzar el sistema de Campionat Nacional. Des del començament de la temporada de 1920 fins a finals de 1931, l'AAA va acollir un total de 123 proves del campionat en 24 pistes diferents, 82 de les quals es varen disputar en superfícies de fusta (pel que fa a la resta, 12 varen ser a Indianapolis i les altres 29, en circuits de terra o carreteres públiques).

### Principals pistes de taulons dels EUA
| Los Angeles Motordrome          | Playa del Rey, Califòrnia     | 1 milla (1.6 km)        | 1910–1913 |
| Oakland Motordrome              | Elmhurst, Califòrnia          | 05 milles (8.0 km)      | 1911–1913 |
| Speedway Park                   | Chicago, Illinois             | 2 milles (3.2 km)       | 1915–1918 |
| Des Moines Speedway             | Valley Junction, Iowa         | 1 milla (1.6 km)        | 1915–1917 |
| Omaha Speedway                  | Omaha, Nebraska               | 125 milles (201 km)     | 1915–1917 |
| Sheepshead Bay Speedway         | Brooklyn, Nova York           | 2 milles (3.2 km)       | 1915–1919 |
| Tacoma Speedway                 | Tacoma, Washington            | 2 milles (3.2 km)       | 1915–1922 |
| Uniontown Speedway              | Hopwood, Pennsilvània         | 1,125 milles (1,811 km) | 1916–1922 |
| Cincinnati Motor Speedway       | Sharonville, Ohio             | 2 milles (3.2 km)       | 1916–1919 |
| Beverly Hills Speedway          | Beverly Hills, Califòrnia     | 125 milles (201 km)     | 1920–1924 |
| Fresno Speedway                 | Fresno, Califòrnia            | 1 milla (1.6 km)        | 1920–1927 |
| San Francisco Speedway          | San Carlos (Califòrnia)       | 125 milles (201 km)     | 1921–1922 |
| Cotati Speedway                 | Santa Rosa (Califòrnia)       | 125 milles (201 km)     | 1921–1922 |
| Kansas City Speedway            | Kansas City (Missouri)        | 125 milles (201 km)     | 1922–1924 |
| Altoona Speedway                | Tyrone (Pennsilvània)         | 125 milles (201 km)     | 1923–1931 |
| Charlotte Speedway              | Pineville (Carolina del Nord) | 125 milles (201 km)     | 1924–1927 |
| Culver City Speedway            | Culver City, Califòrnia       | 125 milles (201 km)     | 1924–1927 |
| Rockingham Park                 | Salem (Nou Hampshire)         | 125 milles (201 km)     | 1925–1928 |
| Baltimore-Washington Speedway   | Laurel (Maryland)             | 1,125 milles (1,811 km) | 1925–1926 |
| Fulford–Miami Speedway          | Fulford, Florida              | 125 milles (201 km)     | 1926–1927 |
| Atlantic City Speedway          | Hammonton, Nova Jersey        | 15 milles (24 km)       | 1926–1928 |
| Akron-Cleveland Speedway        | North Hampton, Ohio           | 05 milles (8.0 km)      | 1926–1930 |
| Pittsburgh-Bridgeville Speedway | Bridgeville, Pennsilvània     | 05 milles (8.0 km)      | 1927–1930 |
| Woodbridge Speedway             | Woodbridge, Nova Jersey       | 05 milles (8.0 km)      | 1929–1931 |
| [ 2 ]                           |                               |                         |           |

## Seguretat

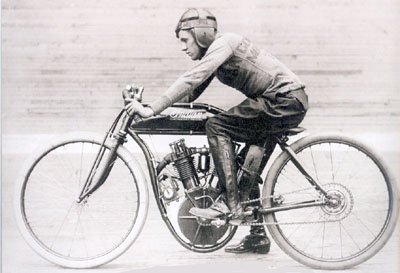
"Texas Cyclone" Eddie Hasha al Newark Motordrome el 1912, poc abans del seu accident mortal

La primera pista a Playa del Rey es va peraltar uns 20 graus, però algunes de posteriors es varen construir amb més inclinació i algunes per a motocicletes arribaven a 60 graus. Tot i que la física del disseny d'aquesta mena de circuits era intuïtivament òbvia, no fou fins a la construcció de la pista de Beverly Hills el 1919 que els constructors van començar a incorporar els coneixements d'enginyeria que s'havien aplicat a les línies de ferrocarril durant dècades. A Beverly Hills, el dissenyador Art Pillsbury (qui va treballar en més de la meitat de les pistes de taulons del campionat nacional al llarg de la seva carrera) va fer servir per primer cop la Searle Spiral Easement Curve ("revolt amb reducció d'espiral Searle"), i l'efecte sobre la conducció dels automòbils fou notable. Segons Pillsbury, a una pista ben dissenyada s'hi hauria de poder córrer sense maniobrar, el cotxe giraria tot sol, simplement aprofitant la geometria del traçat.
Aquests canvis varen permetre velocitats més altes als revolts i més força g sobre els conductors, però no necessàriament una major seguretat. Les morts de pilots a les pistes de taulons van seguir augmentant durant la dècada de 1920 i van afectar quatre guanyadors de l'Indianapolis 500, tres de les quals van tenir lloc a la pista d'Altoona, un altre disseny de Pillsbury (a Tipton, Pennsylvania) i, a més, tres el mateix any en què el conductor va guanyar a Indianapolis. El guanyador de l'edició de 1919, Howdy Wilcox, es va morir en una cursa a Altoona el 4 de setembre de 1923, mentre que el co-guanyador de la de 1924, Joe Boyer, i el de la de 1929, Ray Keech, varen patir sengles accidents fatals a la pista els mateixos anys de les seves respectives victòries a Indianapolis (el de Keech, només disset dies després, el 15 de juny de 1929). Gaston Chevrolet, guanyador de la Indianapolis 500 de 1920, es va morir aquella mateixa tardor -el 25 de novembre de 1920- en una cursa el Dia d'Acció de Gràcies a Beverly Hills.
A banda dels accidents habituals dels vehicles, córrer en pista de taulons era força perillós a causa de les estelles i partícules que sortien projectades pels vehicles i la primitiva tecnologia dels pneumàtics de l'època. En una narració de primera mà, un conductor va explicar que els fragments de fusta se'ls clavaven a la cara a conductors i mecànics, i que les sobtades punxades de pneumàtics eren causades per les condicions de la pista. Els cotxes es varen equipar amb dispositius antipartícules per tal de protegir-ne els radiadors. Encara no s'havien inventat altres dispositius de seguretat com ara cinturons de seguretat, barres antibolcada o protecció contra incendis. Els conductors sortien sovint expulsats dels seus cotxes i queien a uns quants metres de distància. Sovint, els pilots i mecànics eren atropellats pel seu propi cotxe o per un altre. Pete DePaolo va deixar escrit al seu llibre Wall Smacker que córrer sobre taulons era «una gran sensació, estripant sobre una pista de fusta mentre esquivaves forats i bigues voladores».

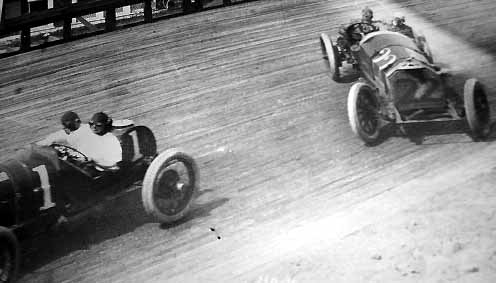
Barney Oldfield (1) i Jim Parsons (derrapant) a Califòrnia el 1915

Als motordromes motociclistes, la situació era igualment perillosa, oimés si es té en compte la manca d'equipament de seguretat adient per als pilots. Els aficionats s'asseien dalt de tot de la pista, mirant cap avall als pilots. Quan un pilot perdia el control, podia lliscar cap amunt i atropellar la gentada asseguda allà. Això va ocasionar moltes morts, sovint entre els espectadors. El velòdrom de Nutley, Nova Jersey, amb una pista ovalada de 200 m inclinada a 45 graus (capaç de generar uns temps per volta de 8 segons o menys) i construït amb taulons de fusta de 25 x 305 mm de vora, va ser «sens dubte, el més mortal». El 8 de setembre de 1912, "Texas Cyclone" Eddie Hasha es va matar en un motordrome a Newark, Nova Jersey, en un accident en que també hi varen morir un altre corredor i quatre espectadors, a més de causar 10 ferits. Aquelles morts varen ser portada al New York Times i la premsa va començar a anomenar els curts circuits d'un quart i un terç de milla "murderdromes". Les curses del campionat de motociclisme de 1913 es varen traslladar a una pista de terra a causa de la seva major seguretat. El 1919, l'entitat reguladora de les curses de motociclisme als EUA va prohibir cap mena de competició en pistes de taulons de menys d'una milla (1,6 km). D'un en un, els fabricants hi varen retirar el seu suport a causa de la publicitat negativa.

## El final de les pistes de taulons

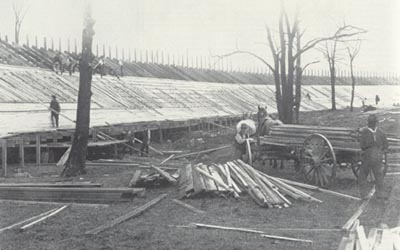
Construcció d'una pista de taulons a Uniontown, Pennsilvània, el 1916.

La principal causa de la desaparició de les pistes de taulons va ser l'alt cost de manteniment. No hi havia cap conservant de fusta adient disponible, i en funció del clima, les pistes necessitaven nous taulons cada cinc anys de mitjana. La substitució del ferm requeria fins a 305 km de taulons de fusta nous per cada 2 quilòmetres de pista, cosa que costaria prop de 125.000 dòlars de l'època. Per tant, durant l'última dècada de les pistes de taulons, els fusters reparaven les pistes des de sota, de vegades fins i tot durant una cursa (mentre els cotxes corrien pel damunt a més de 190 km/h).
Un factor addicional va ser que a mesura que augmentaven les velocitats, els avançaments es feien més difícils: el cotxe més ràpid gairebé sempre guanyava la cursa, només li calia no patir cap avaria. Això va fer que els espectadors es decantessin per les curses que se celebraven a pistes de terra, de resultats menys predictibles. Tot i que les pistes de taulons varen desaparèixer del campionat nacional el 1932, algunes de les més petites varen continuar funcionant alguns anys més. Per exemple, el Coney Island Velodrome va hostatjar curses de midgets com a mínim fins al 1939, i el Castle Hill Speedway del Bronx ho va fer fins ben entrada la dècada de 1940.